# 트러블맨
《트러블맨》(일본어: トラブルマン)은 2010년 4월 9일부터 7월 9일까지 TV 도쿄 계열의 드라마 24(매주 금요일 24:12 ~ 24:53) 시간대에 방송된 카토 시게아키 주연의 텔레비전 드라마이다.

## 개요
연속 드라마 첫 주연인 카토 시게아키를 불러 영화계에서 컬트적인 인기를 자랑하는 SABU 감독이 스스로 원안·각본·감독을 텔레비전 드라마로 첫 연출을 다룬다. 《드라마 24》 범위에서 쟈니즈 사무소 소속자가 주연을 맡는 것은 《2nd 하우스》의 나가노 히로시(V6) 이래 2명째이다. 또, 이 드라마는 16:9 화면에 상하흑대를 부가시킨 시네마스코프 사이즈로의 방송이 되고 있다.

## 줄거리
보험 회사에 근무하는 토쿠다는 마음 깊숙이부터 오는 사람좋음을 원인으로 해고 당한다. 실의하고 있던 중, 귀가하니 자택인 아파트의 자기 방 앞에 야쿠자들이 있었다. 관련되지 않기 때문에에도 자기 방으로 도망치지만, 거기에는 왜일까 이웃이며 야쿠자들이 찾고 있는 인물·오자키가 있었다. 오자키와 관련되어 버린 것으로부터 야쿠자들로부터 표적이 되어 도망칠 때마다 아파트 거주자들과 관련되어 버려, 새로운 트러블에도 당해 버린다. 차례차례로 일어나는 트러블 안에서 아파트 거주자들의 과거가 밝혀져 가는, 말려 들어가는 형태의 시리어스 코미디.

## 등장인물

### 아파트 거주자
토쿠다 카즈오 - 카토 시게아키 (NEWS)
본작의 주인공. 202호실의 거주자. 25세.
오자키 토키오 - 타케자이 테루노스케
201호실의 거주자. 28세.
오오기 마키코 - 이와사 마유코
203호실의 거주자. 23세.
카메다 타이치 - 나카야마 유이치로 (아사가야 스파이더스)
204호실의 거주자. 26세.
사사키 타미코 - 키노 하나
집주인 겸 101호실의 거주자.
타가와 - 리쥬 고
103호실의 거주자. 50세.

### 타케이 조
아사이 아키라 - 테라지마 스스무
타케이 조의 일원으로, 부하를 데리고 있는 것으로 보아 높은 인간이라고 생각된다. 45세.
키타 켄지 - 쿠니모토 쇼켄
아사이의 부하. 40세.
가가와 류 - 오구라 타케시
아사이의 부하. 35세.

### 카메다 타이치의 관계자
타케다 사키코 - 이와사 마유코 (2역)
25세.

### 오오기 마키코의 관계자
야마시타 코지 - 카나이 유우타
23세. 마키코의 연인.
야마다 키쿠코 - 카미와키 유우
22세. 만화가.
天眠 - 파파이야 스즈키
마키코가 배운 최면 요법의 선생님. 검은색 투성이의 의상에, 어딘가 이상한 억양으로 말한다.

### 사사키 타미코의 관계자
사사키 시게오 - 츠지 신메이
70세. 타미코의 남편.

### 오자키 토키오의 관계자
카타세 유미코 - 코쿠부 사치코
28세. 오자키의 연인.

### 타가와의 관계자
살인 청부업자 죠 - 오오스기 렌

히카루
타가와의 아들.
타가와의 처 - 미야지 마사코

### 토쿠다 카즈오의 관계자
이케와키 유미 - 사츠카와 아이미
26세. 토쿠다의 연인으로, 토쿠다를 점쟁이에게 데려 간 본인.
카츠라 다이스케 - 누쿠미즈 요이치
이발관의 점주. 토쿠다에 왜일까 〈꼽슬꼽슬 파마〉를 권한다.
카츠라 스마코 - 카타기리 하이리
이발관에 있는 손님의 대부분이 스마코 목적. 2층에서 운세를 실시한다.
如呂 - 이누야마 이누코
수수께끼의 백발의 노파.
키노시타 하루오 - 사토이 켄타
중요한 서류를 떨어뜨렸지만, 토쿠다가 주워 자택에 보내준 덕분에, 놀라고 매우 기뻐한다.
키노시타 요시코 - 이즈미 치누
남편이 중요한 서류를 떨어뜨렸지만, 토쿠다가 자택에 보내준 덕분에, 놀라고 매우 기뻐한다.

## 스태프
- 원안·각본·감독 - SABU
- 프로듀서 - 오카베 신지, 야마가 타츠야, 아베 마사시 (TV 도쿄) 오쿠보 토모미, 아리가 사토시 (K Factory)
- 음악 프로듀서 - 야스이 신
- 음악 - 하야마 타케시
- 촬영 - 후카와 준이치
- 조명 - 오치아이 카즈오
- 녹음 - 타카하시 카즈미츠
- 영상 - 타테노 코이치
- 조감독 - 사카모토 에이류
- 스크립터 - 모리 나오코
- 제작 담당 - 요시카와 카즈야
- 스틸 - 쿠도 마이코
- 오프라인 편집 - 칸자키 아야
- 온라인 편집 - 모토노 진로
- MA - 히가시 케이고
- 음향 효과 - SPOT (선곡 - 이즈미 세이지, 음향 효과 - 카와사키 메구미)
- CG 제작 - Dynamo Pictures (오가와 타츠야, 야나기 류)
- 미술 프로듀서 - 츠루 케이스케
- 디자인 - 이즈카 요코
- 장식 - 히라타 타카유키
- 출연자가 몸에 지니게 되는 도구 - 히나이지 이즈미
- 의상 - 이케다 유키
- 메이크 - 타케마 미유키, 츠카하라 히로노
- 스턴트 감독 - 코이케 타츠로
- 조연 - 고바야시 마사미
- 방송 선전 - 오오하시 토모코 (TV 도쿄)
- 선전 디자인 - 사와다 쇼
- 기술 협력 - 포춘, Bull
- 미술 협력 - FUJI ART
- 제작 - TV 도쿄, K Factory
- 제작 저작 - 〈트러블맨〉 제작 위원회

## 음악
- 주제가 - NEWS 〈BE FUNKY!〉 (Johnny's Entertainment Inc.)

## 방송일
| 특별편                                                      | 2010년 4월 2일  | 《트러블맨》 철저 해부 SP               | 1.4% |
| EPISODE-1                                                   | 2010년 4월 9일  | 카토 시게아키                           | 2.6% |
| EPISODE-2                                                   | 2010년 4월 16일 | 속옷 입은 미소녀를 덮친 남자의 수수께끼 | 2.4% |
| EPISODE-3                                                   | 2010년 4월 23일 | 속옷 입은 미소녀의 민절 직전            | 2.7% |
| EPISODE-4                                                   | 2010년 4월 30일 | 사기와 강도 랩소디                      | 1.4% |
| EPISODE-5                                                   | 2010년 5월 8일  | 암흑가로 타락한 왕자                    | 2.3% |
| EPISODE-6                                                   | 2010년 5월 14일 | 금단의 투시대작전                       | 2.7% |
| EPISODE-7                                                   | 2010년 5월 21일 | 사랑의 살인자의 블루스                  | 1.5% |
| EPISODE-8                                                   | 2010년 6월 4일  | 불행을 낳은 금단의 과실                 | 2.0% |
| EPISODE-9                                                   | 2010년 6월 11일 | 도이히가 최고인 남자                    | 2.0% |
| EPISODE-10                                                  | 2010년 6월 25일 | 첫키스 사랑의 사각관계                  | 1.2% |
| EPISODE-11                                                  | 2010년 7월 2일  | 상처가 많은 남녀의 고백                 | 1.9% |
| EPISODE-12                                                  | 2010년 7월 9일  | 서로 사랑하는 사람에게로 달려가라       | 1.7% |
| 평균 시청률 2.03% (시청률은 칸토 지구·비디오 리서치사 조사) |                 |                                         |      |

- 제4화는 30분 뒤로 밀림 (24시 44분 ~ )
- 5월 28일은 《세계 탁구 2010》, 6월 18일은 《2010 FIFA 월드컵 슬로베니아vs미국》에 의해 방송 휴지.
- TV 도쿄만 《〈트러블맨〉 파워 업 SP》가 2010년 6월 5일의 낮 12시 58분부터 제1 ~ 7화까지의 다이제스트와 제8화의 일거 방송.